# ベーシックアセット
ベーシックアセットは、社会保障への概念。

## 概要
フィンランドのDemos Helsinkiによって提起された概念である。
准市場や地域密着型の社会的投資が、住民の事情に適したサービスや所得保障を実現させようという構想である。このベーシックサービスでは、人々が積極的に社会参加をできるようにするということも保障する。ベーシックアセットで提供するのは「私・公・共」のアセットのことである。現金を給付するだけでなく、公では公共財でのサービスを給付することと、共ではコミュニティを提供して生活保障をしようという構想である。
ベーシックアセットというのは単に現金を配布するよりも日本国憲法第25条に適っている。憲法25条では生活を保障しているのだが、この生活の保障には当事者がコミュニティに積極的に参加できてこそ成り立つ。健康な生活のためには自然環境のコミュニティ、文化的な生活のためにはインターネットなどのコミュニティが誰もに開かれている必要がある。このためベーシックアセットでは憲法25条での健康で文化的な最低限度の生活を実現させることができる。日本国憲法第13条においてもベーシックアセットは重要である。憲法13条で定められている幸福追求権は健康で文化的な生活が保障されて実現できる。ベーシックアセットでは憲法25条と憲法13条での事柄を連携させることが重要である。